# Referència de bandgap de Brokaw

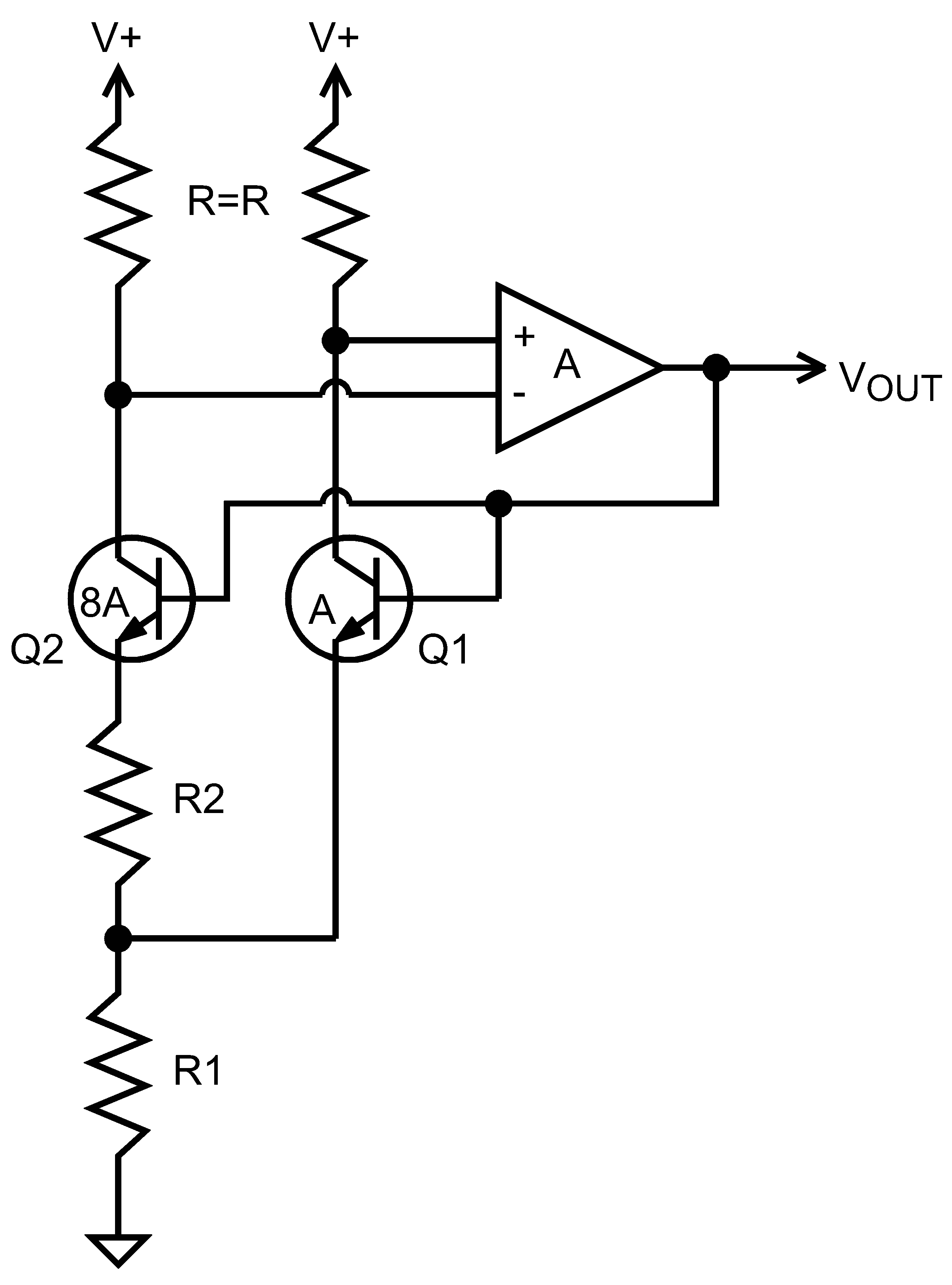
El circuit teòric d'un bandgap de Brokaw.

La referència de bandgap de Brokaw és un circuit de referència de tensió molt utilitzat en circuits integrats, amb una tensió de sortida al voltant d'1,25 V amb dependència de baixa temperatura. Aquest circuit en particular és un tipus de referència de tensió de banda intercalada, que porta el nom de Paul Brokaw, l'autor de la seva primera publicació.
Com totes les referències de banda intercalada independents de la temperatura, el circuit manté una font de tensió interna que té un coeficient de temperatura positiu i una altra font de tensió interna que té un coeficient de temperatura negatiu. Sumant els dos, es pot cancel·lar la dependència de la temperatura. A més, qualsevol de les dues fonts internes es pot utilitzar com a sensor de temperatura. A la referència del bandgap de Brokaw, el circuit utilitza retroalimentació negativa (mitjançant un amplificador operacional) per forçar un corrent constant a través de dos transistors bipolars amb diferents àrees d'emissor. Segons el model d'Ebers-Moll d'un transistor,
- El transistor amb l'àrea d'emissor més gran requereix una tensió base-emissor més petita per al mateix corrent.
- La diferència entre les dues tensions base-emissor té un coeficient de temperatura positiu (és a dir, augmenta amb la temperatura).
- La tensió base-emissor de cada transistor té un coeficient de temperatura negatiu (és a dir, disminueix amb la temperatura).[4]